# Король Віктор Миколайович
Віктор Миколайович Король (нар. 3 березня 1948, м. Чернівці) — український політик та правоохоронець. Народний депутат України III, IV, V i VIII скликань. Генерал поліції першого рангу у відставці.

## Біографія
Освіта: Київська вища школа МВС СРСР (1982); Академія МВС СРСР (1982), юрист.
1965–1967, 1969–1970 — токар Чернівецького машинобудівного заводу і об'єднання «Львівкомунтранс», м. Чернівці.
1967–1969 — служба в армії.
1970–1972 — курсант Львівської середньої спеціальної школи міліції.
1972–1980 — працював в органах карного розшуку УВС Чернівецької області.
1980–1982 — слухач Академії МВС СРСР.
1982–1993 — працював в УВС Чернівецької області.
З 1993 — начальник Головного управління карного розшуку МВС України, січень 1995 — жовтень 1996 — заступник Міністра внутрішніх справ України — начальник кримінальної міліції.
Жовтень 1996 — травень 1998 — перший заступник Голови — начальник податкової міліції Державної податкової адміністрації України.

## Політична діяльність
Довірена особа кандидата на посаду Президента України Віктора Ющенка в ТВО № 204 (2004–2005).
Був членом Ради НС «Наша Україна» (з березня 2005).
Вересень 2007 — кандидат в народні депутати України від Блоку «Наша Україна — Народна самооборона», № 88 в списку. На час виборів: тимчасово не працював, член НСНУ.
Народний депутат України 3-го скликання з березня 1998 до квітня 2002, виборчий округ № 202, Чернівецька область. На час виборів: перший заступник Голови Державної податкової адміністрації України, безпартійний. Член фракції НДП (травень — листопад 1998), позафракційний (листопад — грудень 1998), уповноважений представник СДПУ(О) (грудень 1998 — лютий 2000), член групи «Солідарність» (з лютого 2000). Член Комітету з питань законодавчого забезпечення правоохоронної діяльності та боротьби з організованою злочинністю і корупцією (липень 1998 — лютий 2000), перший заступник голови Комітету з питань боротьби з організованою злочинністю і корупцією (з лютого 2000).
Народний депутат України 4-го скликання з квітня 2002 до квітня 2006, виборчій округ № 202, Чернівецька область, висунутий Блоком Віктора Ющенка «Наша Україна». «За» 26,35 %, 20 суперників. На час виборів: народний депутат України, безпартійний. Член фракції «Наша Україна» (з травня 2002). Заступник голови Комітету з питань бюджету (з червня 2002).
Народний депутат України 5-го скликання з квітня 2006 до червня 2007 від Блоку «Наша Україна», № 54 в списку. На час виборів: народний депутат України, член НСНУ. Член фракції Блоку «Наша Україна» (з квітня 2006). Перший заступник голови Комітету з питань боротьби з організованою злочинністю і корупцією (з липня 2006). Склав депутатські повноваження 15 червня 2007.
У Верховній Раді України очолював дві тимчасові слідчі комісії, створені з метою дослідження резонансних питань навколо кризи і банкрутства банку «Україна»:
1. ТСК для з'ясування причин, що призвели до кризового фінансового стану Акціонерного комерційного агропромислового банку «Україна» (2001—2002)  [Архівовано 4 березня 2018 у Wayback Machine.]  [Архівовано 25 червня 2017 у Wayback Machine.];
2. ТСК для з'ясування причин, що призвели до кризового фінансового стану Акціонерного комерційного агропромислового банку «Україна», та перевірки дотримання законності при здійсненні його ліквідації (2002—2006)  [Архівовано 7 лютого 2016 у Wayback Machine.]  [Архівовано 4 березня 2018 у Wayback Machine.]  [Архівовано 4 березня 2018 у Wayback Machine.].

## Спеціальні звання
- Спеціальне звання генерал-майора міліції (27 серпня 1994)[14]
- Спеціальне звання генерал-лейтенанта міліції (18 серпня 1997)[15]
- Спеціальне звання генерала поліції першого рангу у відставці (29 серпня 2016)[16]

## Державні нагороди
- Орден князя Ярослава Мудрого V ст. (3 березня 2008) — за вагомий особистий внесок у державне будівництво, захист конституційних прав і свобод громадян, активну законотворчу діяльність[17]
- Орден «За заслуги» II ст. (3 березня 2018) — за значний особистий внесок у державне будівництво, багаторічну плідну законотворчу і громадсько-політичну діяльність, високий професіоналізм та з нагоди 70-річчя від дня народження[18]
- Орден «За заслуги» III ст. (26 червня 2006) — за вагомий особистий внесок у державне будівництво, утвердження конституційних прав і свобод громадян, соціально-економічний і духовний розвиток України[19]
- Заслужений юрист України (4 жовтня 1997) — за вагомі заслуги у зміцненні законності і правопорядку, високий професіоналізм[20]